# NGC 298
NGC 298 é uma galáxia espiral (Sc) localizada na direcção da constelação de Cetus. Possui uma declinação de -07° 20' 01" e uma ascensão recta de 0 horas, 55 minutos e 02,2 segundos.
A galáxia NGC 298 foi descoberta em 27 de Setembro de 1864 por Albert Marth.